# Ascensión Esquivel Ibarra
Pour les articles homonymes, voir Ibarra.
Ascensión Esquivel Ibarra (né le 10 mai 1844 à Rivas, au Nicaragua – mort le 15 avril 1923 à San José) est un homme d'État costaricien. Il fut, du 8 mai 1902 au 8 mai 1906, le 18e président du Costa Rica. Avant cela il s’était présenté à l’élection présidentielle de 1889 mais avait été battu par José Joaquín Rodríguez. Né au Nicaragua, il a été naturalisé en 1869.

## Source
- (en) Cet article est partiellement ou en totalité issu de l’article de Wikipédia en anglais intitulé « Ascensión Esquivel Ibarra » (voir la liste des auteurs).